# Axel Strøbye
Axel Strøbye, właściwie Axel Strøby Jacobsen (ur. 22 lutego 1928 we Frederiksbergu, dzielnicy Kopenhagi, zm. 12 lipca 2005 w Kopenhadze) – duński aktor, znany w Polsce głównie z roli inspektora policji Jensena w serii Gang Olsena. Zagrał w ponad 100 filmach. Ze związku z Lone Hertz (w latach 1962-1975) miał dwoje dzieci: syna Thomasa (ur. 1966) i córkę Michäelę (ur. 1968).